# Federico Luzzi
Federico Luzzi (Arezzo, 3 de Janeiro de 1980 — Arezzo, 25 de Outubro de 2008) foi um jogador profissional de tênis da Itália. Luzzi chegou a ser ranqueado como o 92º melhor tenista do mundo. Sua última partida de tênis aconteceu em Sardenha, tendo contraído rapidamente uma espécie de leucemia e morreu no dia seguinte em sua casa com 28 anos.